# Hisao Sekiguchi
Hisao Sekiguchi (関口久雄?, Sekiguchi Hisao; Urawa, 29 ottobre 1954) è un ex calciatore giapponese, di ruolo attaccante.

## Carriera

### Club
Disputò quattordici stagioni in Japan Soccer League con la maglia del Mitsubishi Heavy Industries, totalizzando 153 gare e 36 reti. Nel suo palmarès figurano tre titoli nazionali, oltreché un treble ottenuto durante la stagione 1978

### Nazionale
Nel 1978 totalizzò tre presenze in Nazionale maggiore, partecipando a due gare della Pestabola Merdeka e segnando una rete nell'ultimo incontro disputato.

## Statistiche

### Presenze e reti nei club
| Stagione | Squadra              | Campionato | Campionato | Campionato |
| Stagione | Squadra              | Comp       | Pres       | Reti       |
| -------- | -------------------- | ---------- | ---------- | ---------- |
| 1973     | Mitsubishi HI        | JSL1       | 0          | 0          |
| 1974     | Mitsubishi HI        | JSL1       | 1          | 0          |
| 1975     | Mitsubishi HI        | JSL1       | 2          | 0          |
| 1976     | Mitsubishi HI        | JSL1       | 15         | 8          |
| 1977     | Mitsubishi HI        | JSL1       | 16         | 5          |
| 1978     | Mitsubishi HI        | JSL1       | 18         | 4          |
| 1979     | Mitsubishi HI        | JSL1       | 16         | 3          |
| 1980     | Mitsubishi HI        | JSL1       | 13         | 5          |
| 1981     | Mitsubishi HI        | JSL1       | 11         | 3          |
| 1982     | Mitsubishi HI        | JSL1       | 12         | 2          |
| 1983     | Mitsubishi HI        | JSL1       | 9          | 1          |
| 1984     | Mitsubishi HI        | JSL1       | 13         | 3          |
| 1985-86  | Mitsubishi HI        | JSL1       | 6          | 0          |
| 1986-87  | Mitsubishi HI        | JSL1       | 13         | 1          |
| 1987-88  | Mitsubishi HI        | JSL1       | 8          | 0          |
|          | Totale Mitsubishi HI |            | 153        | 36         |

### Cronologia presenze e reti in Nazionale
| Cronologia completa delle presenze e delle reti in nazionale ― Giappone | Cronologia completa delle presenze e delle reti in nazionale ― Giappone | Cronologia completa delle presenze e delle reti in nazionale ― Giappone | Cronologia completa delle presenze e delle reti in nazionale ― Giappone | Cronologia completa delle presenze e delle reti in nazionale ― Giappone | Cronologia completa delle presenze e delle reti in nazionale ― Giappone | Cronologia completa delle presenze e delle reti in nazionale ― Giappone | Cronologia completa delle presenze e delle reti in nazionale ― Giappone |
| Data                                                                    | Città                                                                   | In casa                                                                 | Risultato                                                               | Ospiti                                                                  | Competizione                                                            | Reti                                                                    | Note                                                                    |
| ----------------------------------------------------------------------- | ----------------------------------------------------------------------- | ----------------------------------------------------------------------- | ----------------------------------------------------------------------- | ----------------------------------------------------------------------- | ----------------------------------------------------------------------- | ----------------------------------------------------------------------- | ----------------------------------------------------------------------- |
| 23-05-1978                                                              | Nagoya                                                                  | Giappone                                                                | 3 – 0                                                                   | Thailandia                                                              |                                                                         | 0                                                                       |                                                                         |
| 21-07-1978                                                              | Kuala Lumpur                                                            | Giappone                                                                | 1 – 4                                                                   | Malaysia                                                                | Pestabola Merdeka                                                       | 0                                                                       |                                                                         |
| 26-07-1978                                                              | Kuala Lumpur                                                            | Giappone                                                                | 4 – 0                                                                   | Thailandia                                                              | Pestabola Merdeka                                                       | 1                                                                       |                                                                         |
| Totale                                                                  |                                                                         | Presenze                                                                | 3                                                                       |                                                                         | Reti                                                                    | 1                                                                       |                                                                         |

## Palmarès

### Club
- Japan Soccer League: 3

1973, 1978, 1982
- Japan Soccer League Cup: 2

1978, 1981
- Coppa dell'Imperatore: 3

1973, 1978, 1980